# David Dermez
David Dermez is een Vlaams theater- en televisieacteur. In de jaren 90 studeerde hij aan Studio Herman Teirlinck te Antwerpen. Met zijn eindwerk Le dernier flamand won hij (1996) het Humorologie-concours in Marke. Ook gaf hij les drama in de Academie van muziek, woord en dans in Galmaarden.
In 1996 startte zijn theaterwerk en speelde hij in Theater Antigone, de Koninklijke Vlaamse Schouwburg, Podium Modern en Het Paleis. Sedert 1997 is hij ook actief in cabaretkringen en brengt hij liedjes solo en met de groep Off The Record. In 2013 was hij samen met Nico Sturm te zien in het VIER-programma Hallelujaaah.

## Tv-rollen
Op televisie was hij te zien in Los zand (als Frank Verrecas), Aspe (Gerrit Kerremans), De Wet volgens Milo (Valentijn), Flikken (Lukas (Bukas) de Vreeze), Verschoten & Zoon (man met tweedehandskledij), Van vlees en bloed (dokter Steven), Quiz Me Quick (bankdirecteur) en Oma en oma (als een van de oma's).